# Wierzbownica wzgórzowa
Wierzbownica wzgórzowa (Epilobium collinum C.C. Gmel.) – gatunek rośliny należący do rodziny wiesiołkowatych. Występuje w niemal całej Europie oraz na zachodniej Syberii. W Polsce rośnie tylko na południu, rozproszony, częściej w rejonie Podhala i Wyżyny Śląsko-Krakowskiej.

## Morfologia

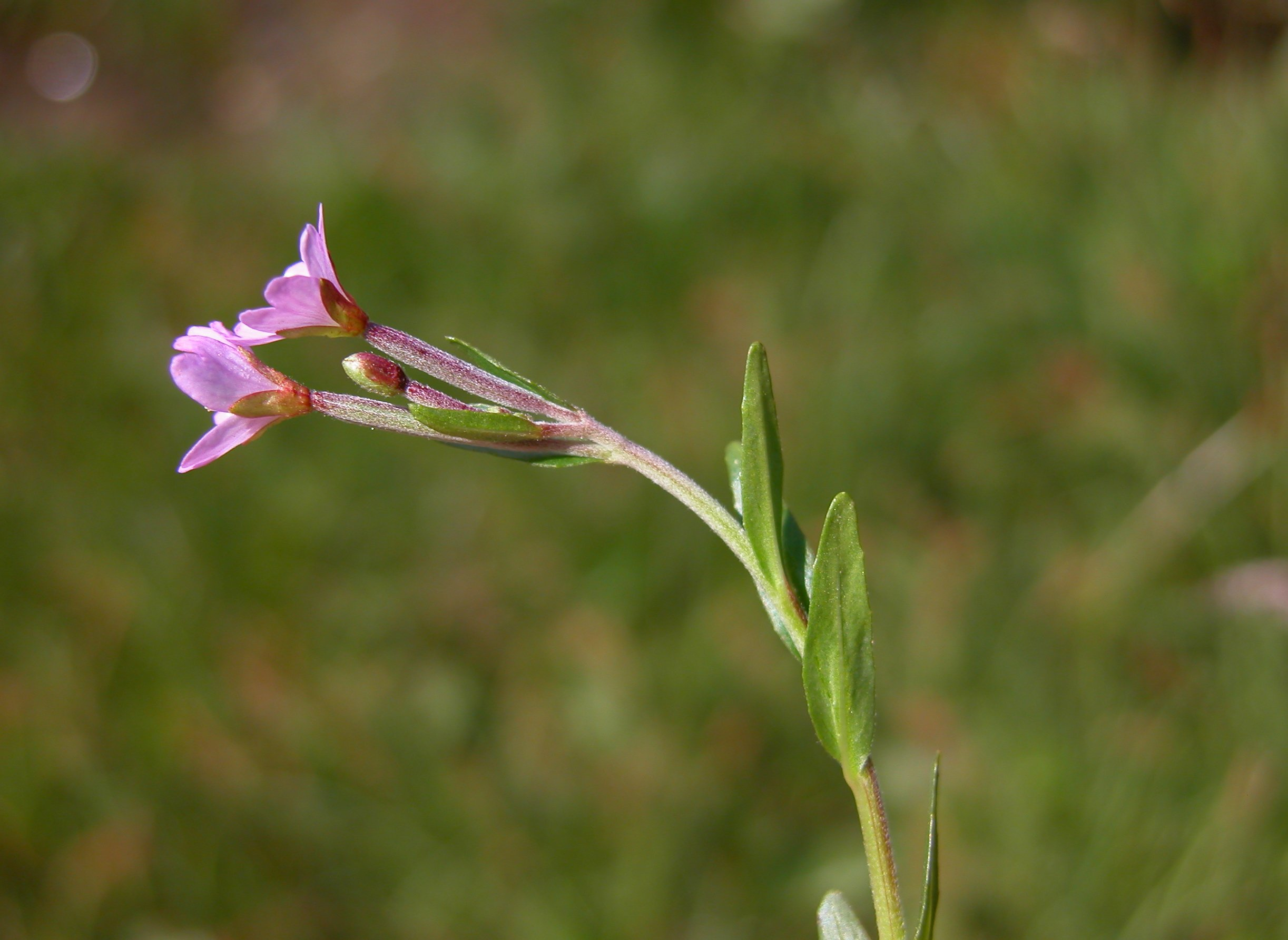
Kwiatostan

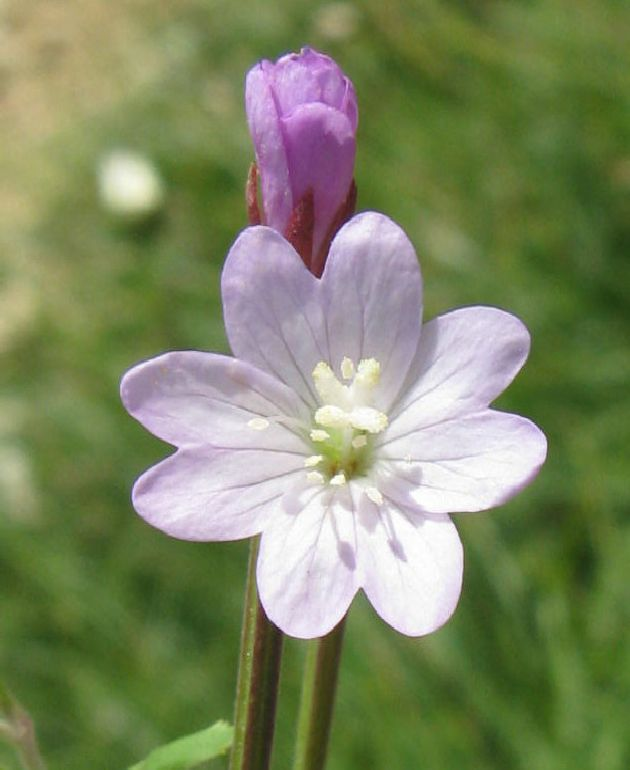
Kwiat

ŁodygaDługa, rozgałęziona od nasady o wysokości 10–40 cm.
LiścieOgonkowe o długości 1–5 cm i szerokości 0,5–1,5 cm, nieregularnie ząbkowane.
KwiatyRóżowoczerwone o średnicy 4–6 mm. Kielich i owoce przylegające owłosione.

## Biologia i ekologia
Bylina, hemikryptofit. Siedlisko: skaliste, słoneczne miejsca, suche zarośla, unika gleb wapiennych. W klasyfikacji zbiorowisk roślinnych gatunek charakterystyczny dla Ass. Androsacetalia vandellii.

## Zmienność
Tworzy mieszańce z wierzbownicą błotną, w. górską, w. różową, w. rózgowatą, w. Lamy`ego, w. czworoboczną.